# Semperoper

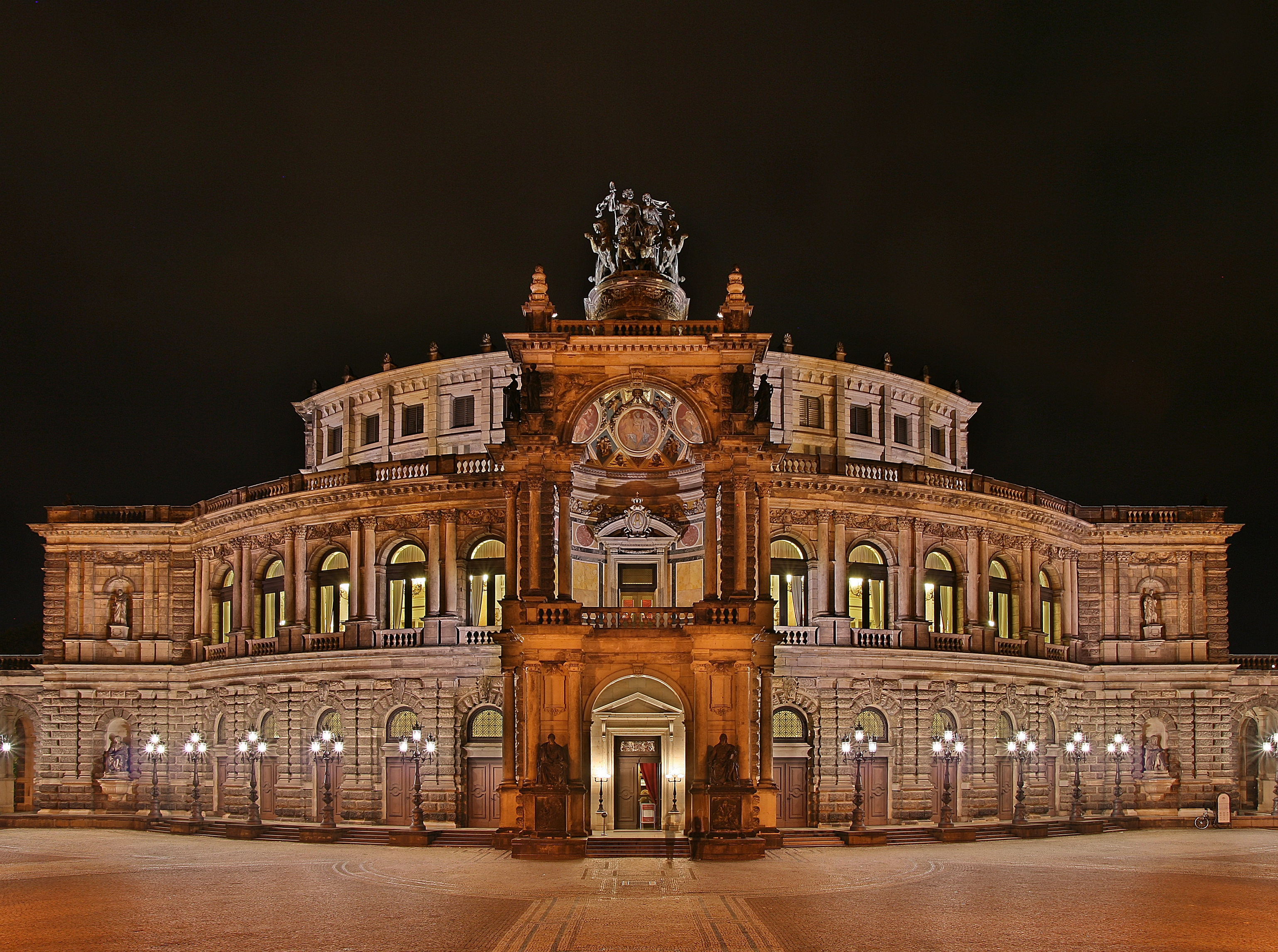
Die Semperoper bei Nacht

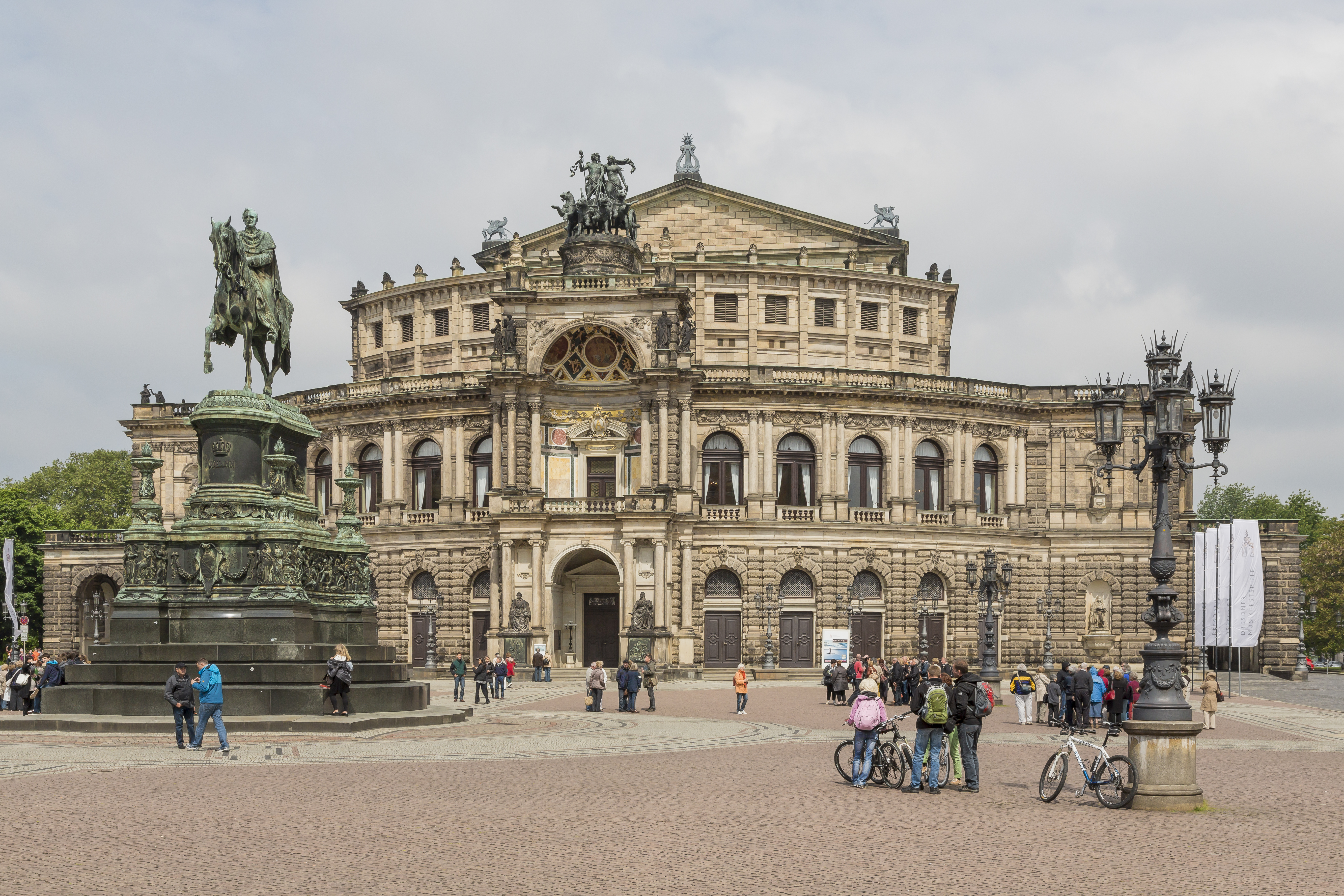
Die Semperoper bei Tag

Die Semperoper in Dresden ist die Spielstätte der Staatsoper Dresden, die als ehemalige königliche Hofoper Sachsens eine lange geschichtliche Tradition hat. Die Oper befindet sich am Theaterplatz im historischen Stadtkern von Dresden in der Nähe der Elbe. Sie ist nach ihrem Architekten Gottfried Semper benannt, der sie im Auftrag von König Johann 1871 bis 1878 im Stil der Neurenaissance erbaute. Nach der Zerstörung 1945 wurde die Semperoper 1977 bis 1985 rekonstruiert.
Die Staatsoper Dresden bildet zusammen mit dem Staatsschauspiel Dresden, das über zwei eigene Häuser verfügt, den Staatsbetrieb Sächsische Staatstheater. Zur Staatsoper gehören als Sparten die traditionsreiche Sächsische Staatskapelle Dresden, das Semperoper Ballett und die Junge Szene sowie als Klangkörper der Sächsische Staatsopernchor Dresden.
Seit der Spielzeit 2024/25 sind Nora Schmid Intendantin der Staatsoper Dresden und Daniele Gatti Chefdirigent der Sächsischen Staatskapelle Dresden. Joachim Clement ist seit 2017 Intendant des Staatsschauspiels Dresden. Alle drei sind zugleich Geschäftsführer der Sächsischen Staatstheater, ergänzt um Wolfgang Rothe als kaufmännischer Geschäftsführer. In der Spielzeit 2017/2018 besuchten rund 290.000 Besucher die Symphoniekonzerte, Opern- und Ballettaufführungen in der Oper. Die Auslastung betrug 93 Prozent. Mit gut 300 Veranstaltungen erzielte die Semperoper einen Umsatz von 17 Millionen Euro und erreichte damit einen Kostendeckungsgrad von fast 40 Prozent.

## Geschichte des Gebäudes

### Vorgängerbau am Zwinger
Frühester Vorläufer war das Opernhaus am Taschenberg, das 1667 eingeweiht, aber 1708 zur katholischen Hofkapelle umfunktioniert wurde. Das Opernhaus am Zwinger, welches von 1719 bis 1849 bestand, wird oftmals als „Vorgängerbau“ der Semperoper bezeichnet. Das bis zu 2000 Besucher fassende Dreirangtheater unweit des heutigen Porzellanpavillons des Zwingers wurde jedoch nur bis 1763 als Oper genutzt. Danach hat man bis 1841 das sogenannte Morettische Opernhaus verwendet, während das Opernhaus am Zwinger zum Redouten- und Konzertsaal wurde.

### Der erste Bau

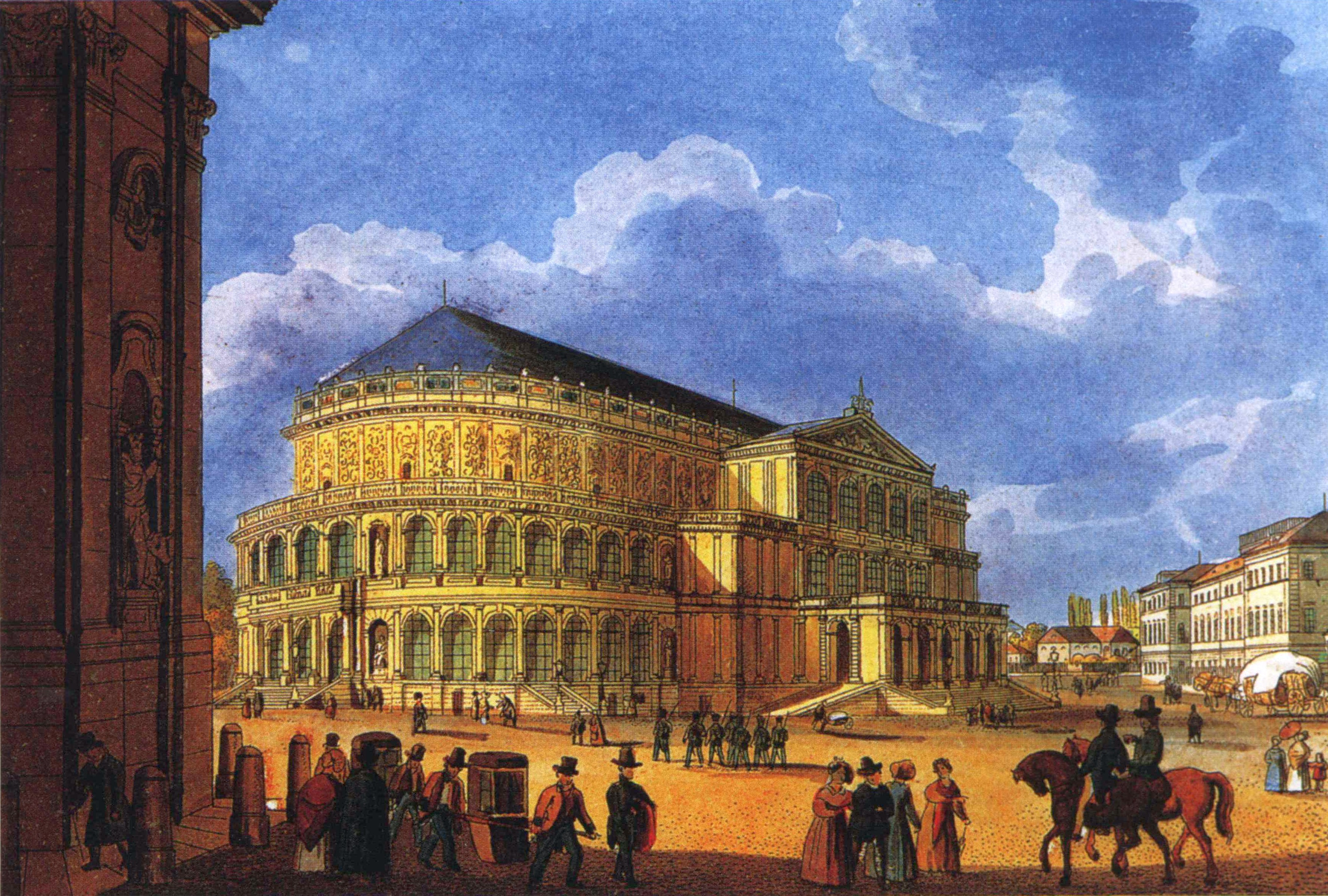
Das erste Opernhaus Sempers

Von 1838 bis 1841 errichtete der Baumeister Gottfried Semper (1803–1879) ein neues königliches Hoftheater. Der Rundbau in den Formen der italienischen Frührenaissance wurde als eines der schönsten europäischen Theater berühmt. Auch eine oberhalb der Bühne angebrachte Digitaluhr des Dresdner Uhrmachers Gutkaes erregte Aufsehen. Das erste Opernhaus Sempers lag erheblich näher zum Schloss als sein heute noch bestehender zweiter Theaterbau; vor der Oper wurde 1840 der Vorläufer des heutigen Theaterplatzes angelegt. Am 21. September 1869 wurde das Gebäude bei einem Brand völlig zerstört.

### Interimsbau

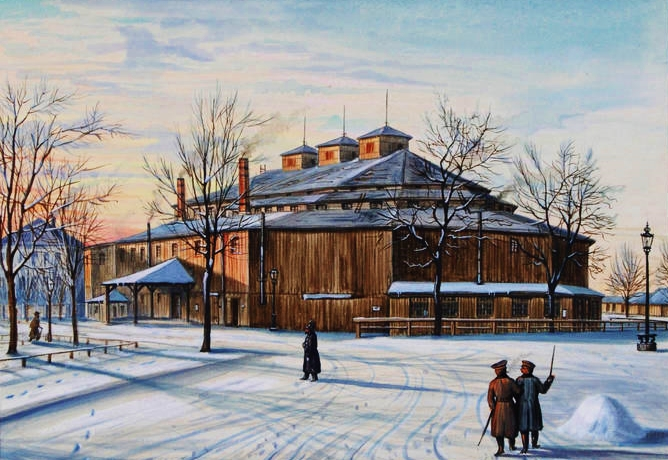
Königliches Hof-Interims-Theater (erbaut 1869, abgebrannt 1878)

Schon vier Wochen nach der Brandkatastrophe begannen die Bauarbeiten an einem Interimstheater am Zwingerwall hinter den Ruinen des alten Theaters. Nach nur sechs Wochen Bauzeit wurde die mit einfachen Konstruktionsmitteln errichtete Spielstätte, die rund 1800 Besuchern Platz bot und im Volksmund den Beinamen „Bretterbude“ trug, mit Goethes Iphigenie auf Tauris am 2. Dezember 1869 eröffnet.

### Der zweite Bau

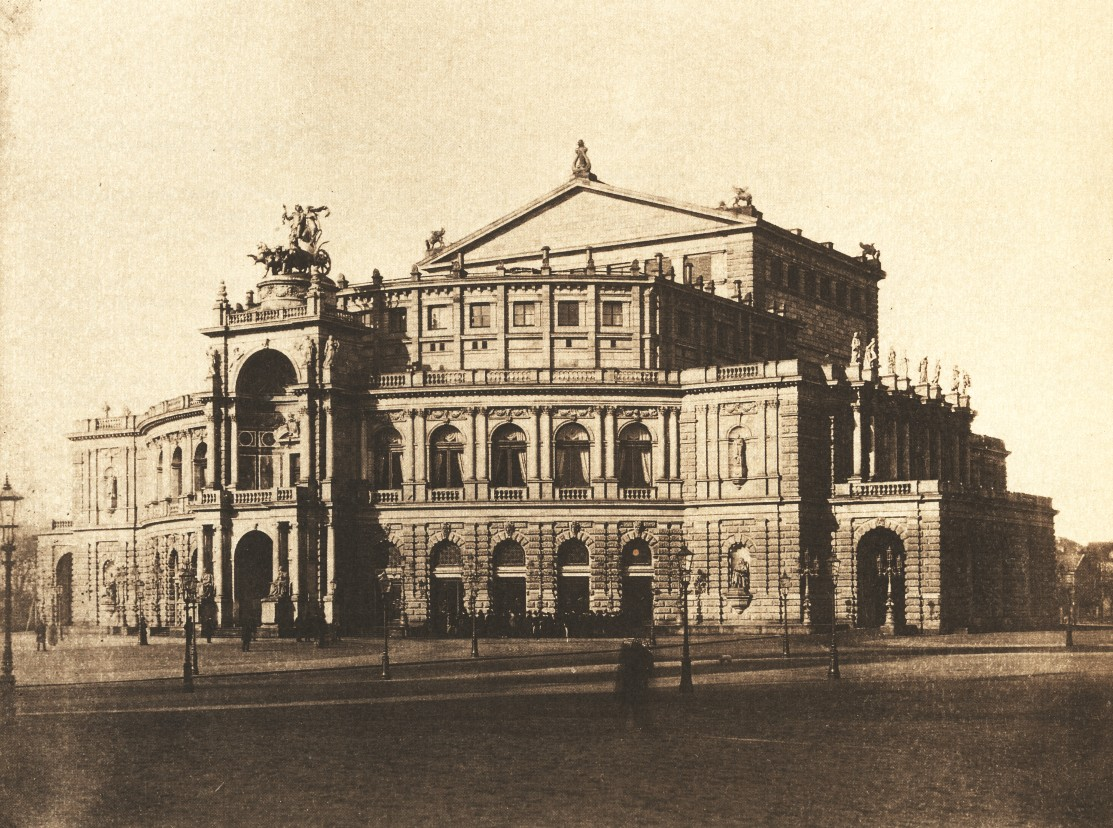
Der zweite Bau nach 1880, Fotografie von August Kotzsch

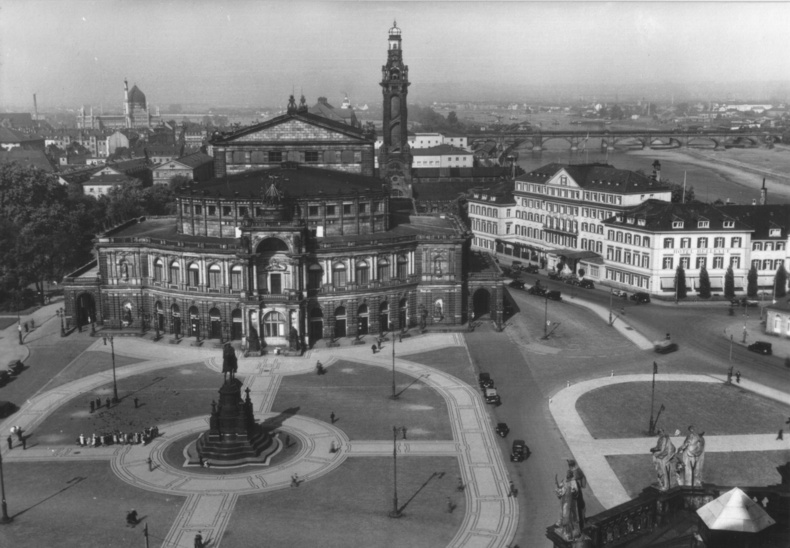
Semperoper am Theaterplatz (mit dem König-Johann-Denkmal) um 1900; im Hintergrund der Schlot des Fernheizwerks, rechts das alte Hotel Bellevue an der Elbe und links im Hintergrund das markante Gebäude der Zigarettenfabrik Yenidze

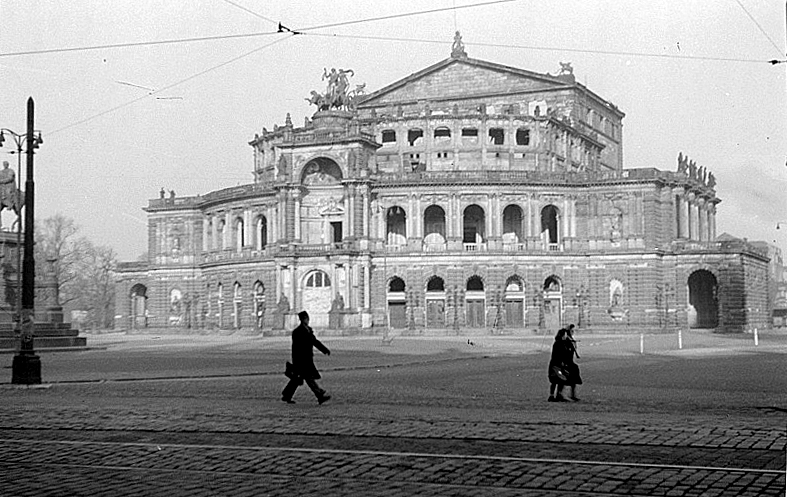
Semperoper, Juli 1945

Gottfried Semper musste 1849 wegen seiner Beteiligung an den Maiaufständen fliehen und durfte viele Jahre lang sächsischen Boden nicht mehr betreten. Im Ausland schuf er in dieser Zeit zum Beispiel gemeinsam mit Carl von Hasenauer das Wiener Burgtheater. Nach der Zerstörung der ersten Semperoper 1869 wurde bereits 1871 mit dem Bau des zweiten Hoftheaters begonnen. Während der Bauarbeiten durfte Gottfried Semper immer noch nicht nach Sachsen zurückkehren, sein neuer Entwurf wurde deshalb unter Bauleitung durch seinen ältesten Sohn Manfred Semper (1838–1913) von 1871 bis 1878 am Theaterplatz ausgeführt. Die feierliche Eröffnung der Staatsoper erfolgte am 2. Februar 1878 mit Carl Maria von Webers Jubelouvertüre und Goethes Iphigenie auf Tauris.
Der Theaterbau verfügt über eine prachtvolle Innenausstattung. Manfred Semper erteilte Ludwig Teubner, einem ehemaligen Mitarbeiter Gutkaes, den Auftrag, eine neue digital anzeigende Uhr nach dem Vorbild Gutkaes zu erstellen. Die Ausführung der Plafondmalerei sowie die Gestaltung des Frieses über dem Proszenium erfolgte nach Entwürfen Sempers durch James Marshall.
Zur Vergrößerung der Garderoben, Schaffung neuer Magazine, und Erweiterung der Bühne legte der Dresdner Architekt Wilhelm Kreis Ende der 1930er Jahre eine Erweiterungsplanung vor, die, unter Veränderung der Seitenfassaden, einen Anbau hinter dem Bühnenturm im gleichen architektonischen Stil vorsah. Die Planungen wurden wegen des Zweiten Weltkrieges zunächst nicht weiter verfolgt.
Dieser zweite Bau erlitt am Ende des Zweiten Weltkriegs durch den Luftangriff auf Dresden in der Nacht des 13. Februar 1945 schwere Schäden. Infolge des Luftangriffs brannte der Bau zu großen Teilen aus. Das Feuer zerstörte den Zuschauer- und Bühnenbereich und die Rückwand des Bühnenhauses stürzte ein. Nur die Wandelgänge blieben vom Feuer verschont.

### Wiederaufbau
Ab 1948 konnte der Spielbetrieb im Großen Haus des Staatstheaters fortgesetzt werden, das in jener Zeit als Mehrspartenhaus für Oper, Ballett, Schauspiel und Staatskapelle diente. Die feierliche Eröffnung fand am 22. September 1948 mit Beethovens Fidelio statt.

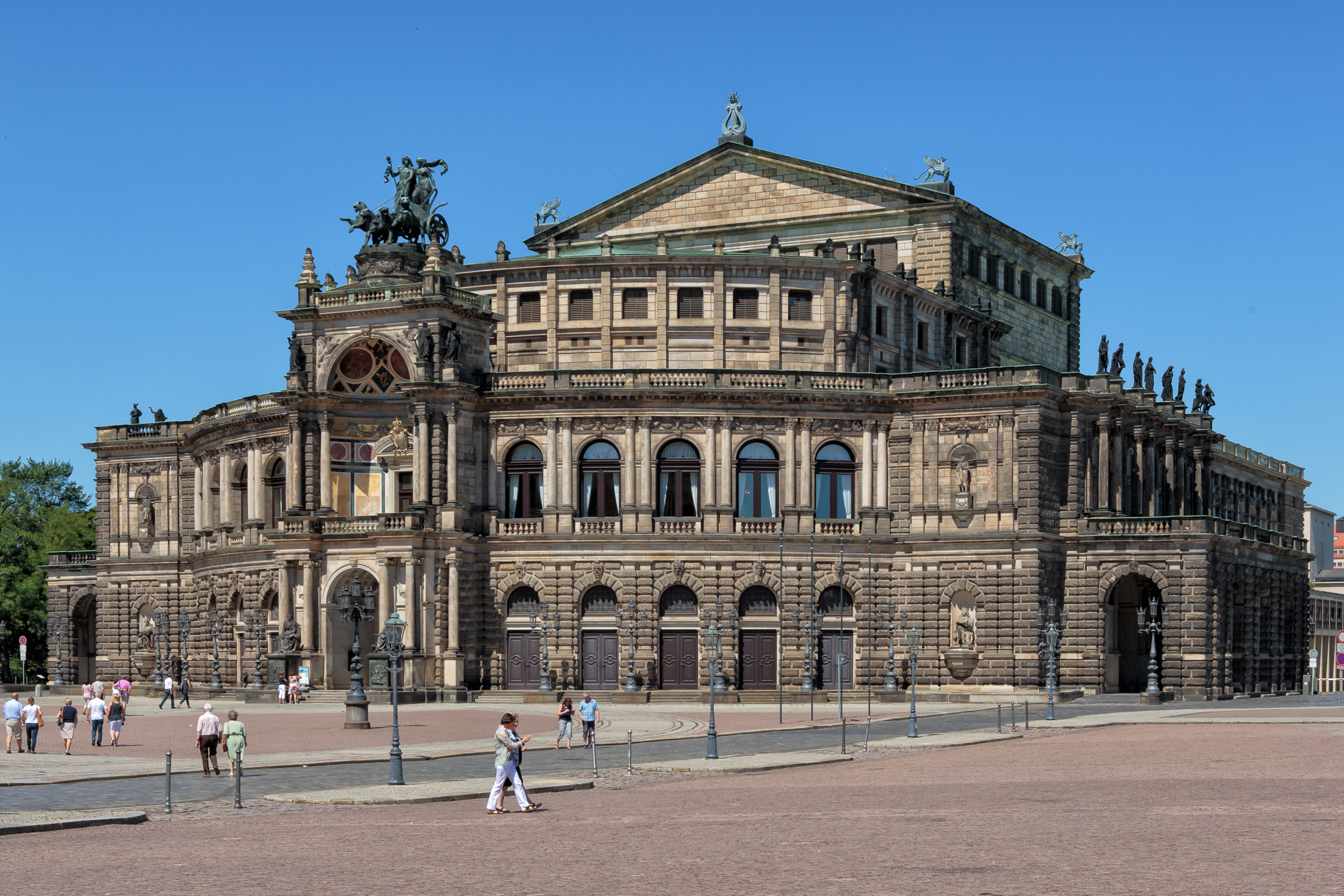
Die Semperoper 2013

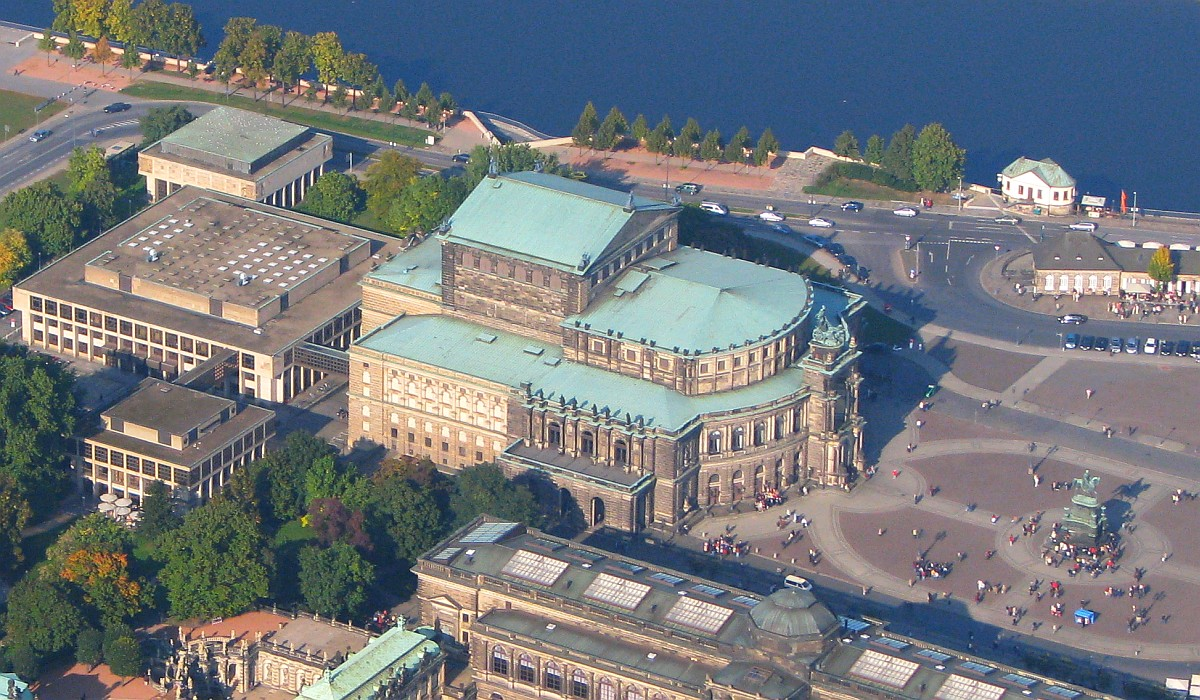
Das Luftbild der Semperoper mit dem davor stehenden König-Johann-Denkmal verdeutlicht die Nähe zur Elbe

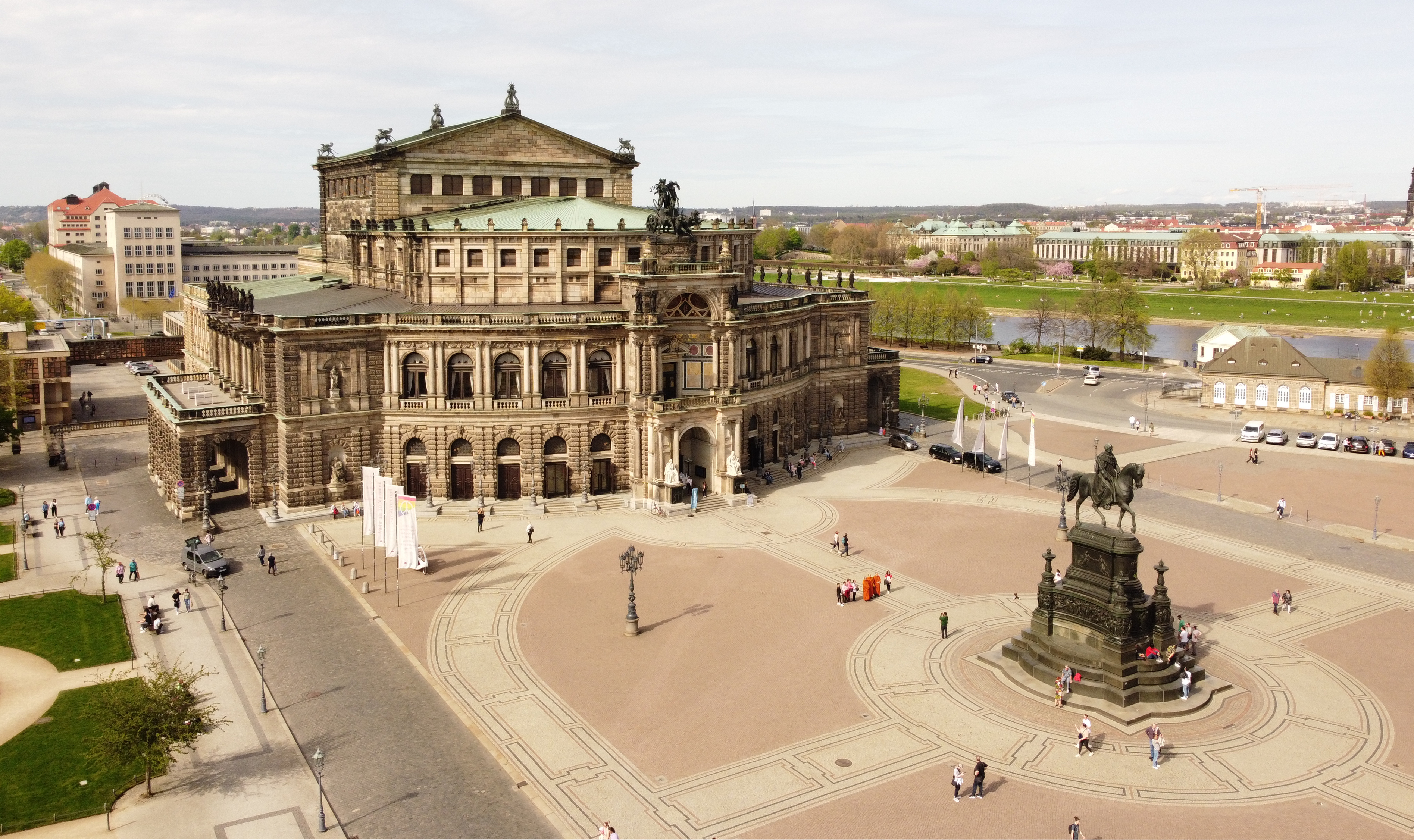
Luftaufnahme, 2024

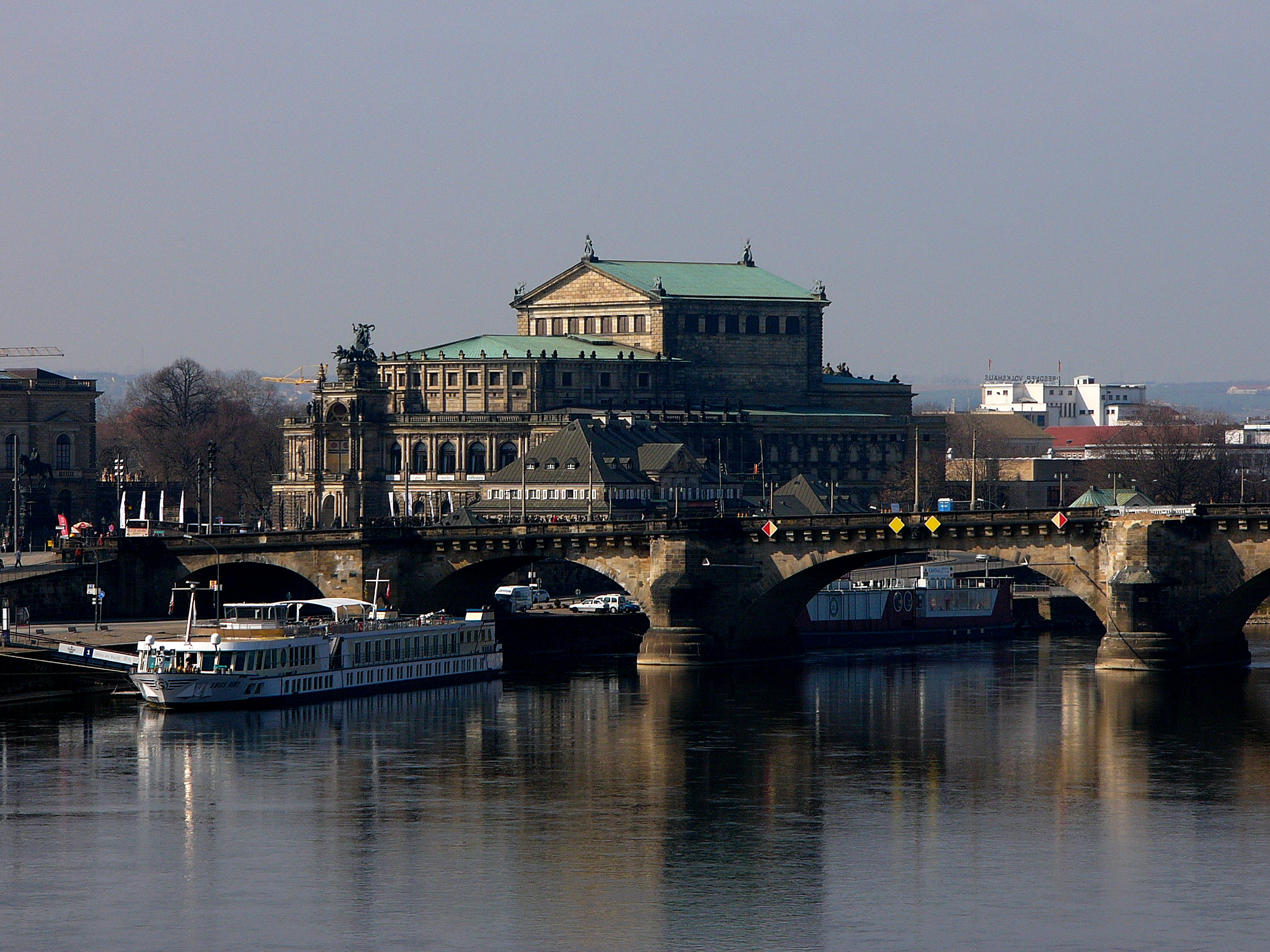
Die Lage der Semperoper über der Elbe

Nach dem Zweiten Weltkrieg bereiteten 1946 bis 1955 Sicherungsarbeiten sowie konzeptionelle Studien 1968 bis 1976 den Wiederaufbau vor.
Am 24. Juni 1977 erfolgte die Grundsteinlegung und der Wiederaufbau unter der Leitung von Wolfgang Hänsch als Chefarchitekt. Hierbei wurden einerseits der Zuschauerraum erweitert, andererseits die Wände im Bühnenbereich nach außen versetzt, um dem gestiegenen Platzbedarf des modernen Opernbetriebes gerecht zu werden. Die Anzahl der Sitzplätze wurde auf 1300 verringert. Ansonsten wurde das Gebäude Sempers Plänen entsprechend wiederaufgebaut.
Angefügt wurde ein moderner Bau, der als Probebühne, zweite Spielstätte, Funktionsgebäude und Sitz der Verwaltung genutzt wird. Verbunden ist er mit dem Operngebäude über Brücken. Die Außenfassade ist an den Ecken mit vier Sandsteinmasken von Peter Makolies geschmückt, die in der Zeit von 1982 bis 1984 gefertigt wurden. Die Masken haben eine Größe von 2,7 mal 5,2 Metern. Der Neubau erstreckt sich bis in den Bereich Bernhard-von-Lindenau-Platz/Terrassenufer.
Im Jahr 1983 fand eine verwaltungstechnische Trennung zwischen Oper, Ballett, Staatskapelle und dem Schauspiel statt: Es entstanden das Staatsschauspiel und die Staatsoper Dresden, letztere beinhaltete die Sparten Oper, Ballett und Staatskapelle.
Am 13. Februar 1985, dem 40. Jahrestag der Zerstörung im Krieg, konnte die Semperoper mit Carl Maria von Webers Oper Der Freischütz unter der Leitung von Intendant Max Gerd Schönfelder wiedereröffnet werden – es war dieses Werk, mit dem das Opernhaus am 31. August 1944 geschlossen worden war. Zum 30. Jahrestag der Wiedereröffnung fand im Mai 2015 ein Semperopenair wiederum mit dem Freischütz statt.
Im Jahr 1985 wurde eine zentrale Theaterkasse eingerichtet. Sie befindet sich in der benachbarten Altstädtischen Hauptwache.
Obwohl sie schon Staatsoper war, erhielt die Oper zusätzlich nach der Wende den offiziellen Titel „Sächsische Staatsoper“. Das Hochwasser der Elbe im August 2002 fügte dem Opernhaus einen Schaden von 27 Millionen Euro zu. Drei Monate nach der Hochwasserkatastrophe eröffneten am 9. November 2002 Tänzer des Semperoper Balletts und die Sächsische Staatskapelle die Spielzeit mit dem Ballett Illusionen – wie Schwanensee.
Im Rahmen der 800-Jahr-Feierlichkeiten der Stadt Dresden fand am 13. Januar 2006 als Fortführung einer von 1925 bis 1939 bereits bestehenden Tradition erstmals wieder ein Dresdner Opernball im Saal und auf der Bühne statt. Für diesen seither jährlich veranstalteten Ball wird die Bestuhlung der Oper teilweise entfernt.
Mit Beginn des Jahres 2013 wurden Staatsoper und Staatsschauspiel wieder unter dem Dach der Sächsischen Staatstheater vereinigt.
Im Dezember 2024 ereignete sich am Ende eines Konzerts ein Notfall, als mehrere Besucher (und in weiterer Folge auch einige der Rettungskräfte) über Unwohlsein, Kreislaufprobleme und Atemwegsreizungen klagten; die Ursache ist noch unklar.

## Architektur und künstlerische Gestaltung

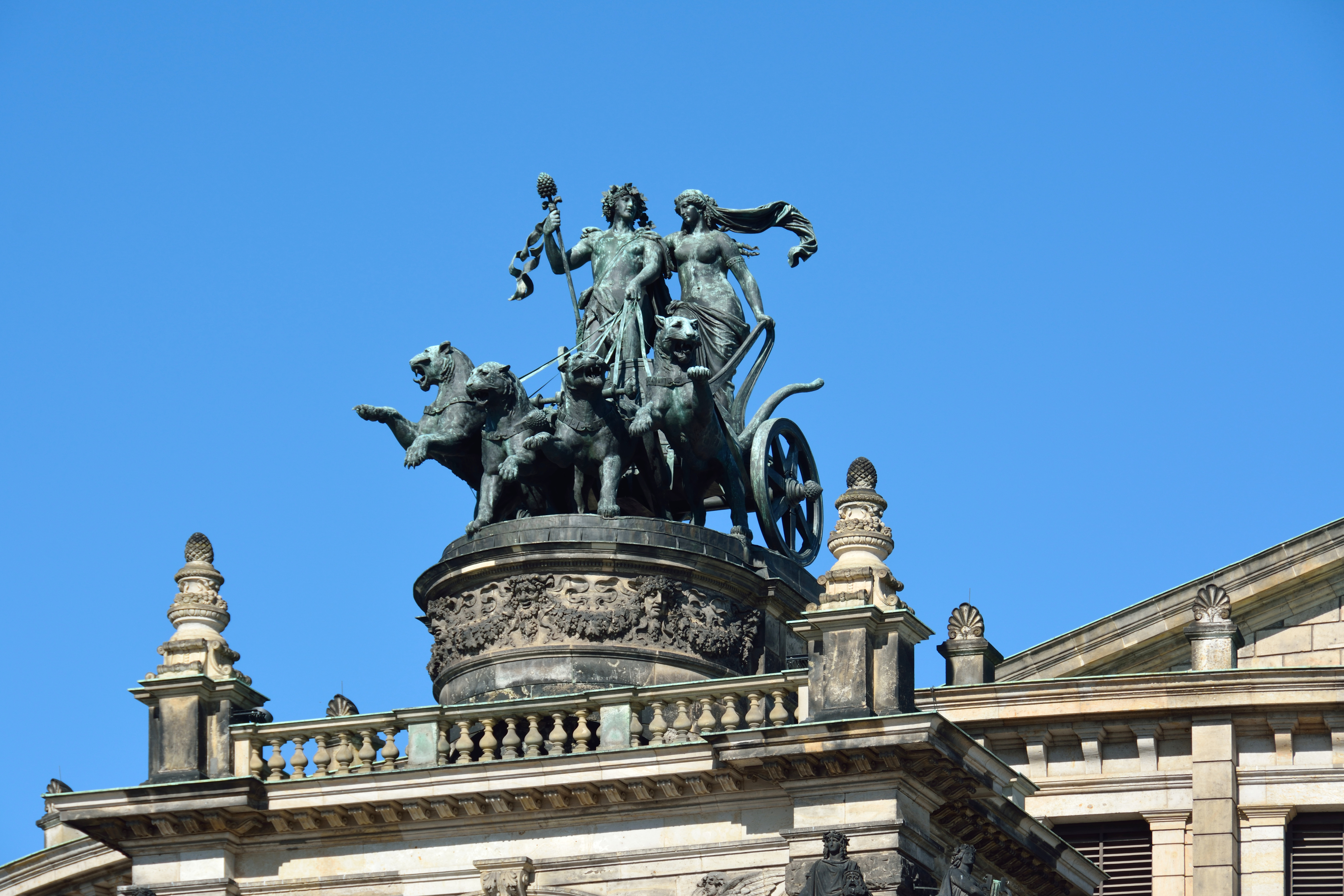
Die Quadriga über dem Hauptportal

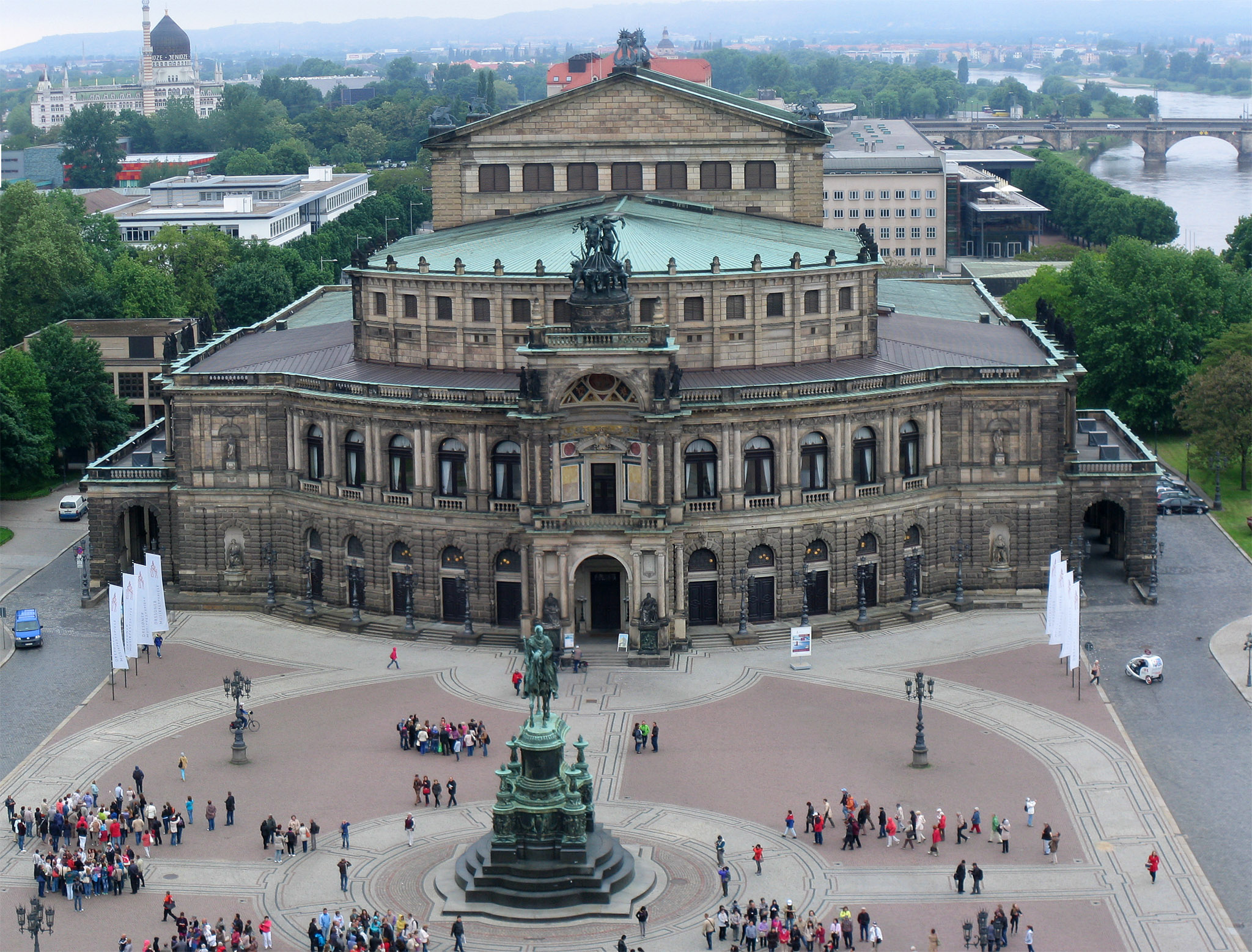
Semperoper mit Theaterplatz vom Turm des Residenzschlosses aus gesehen

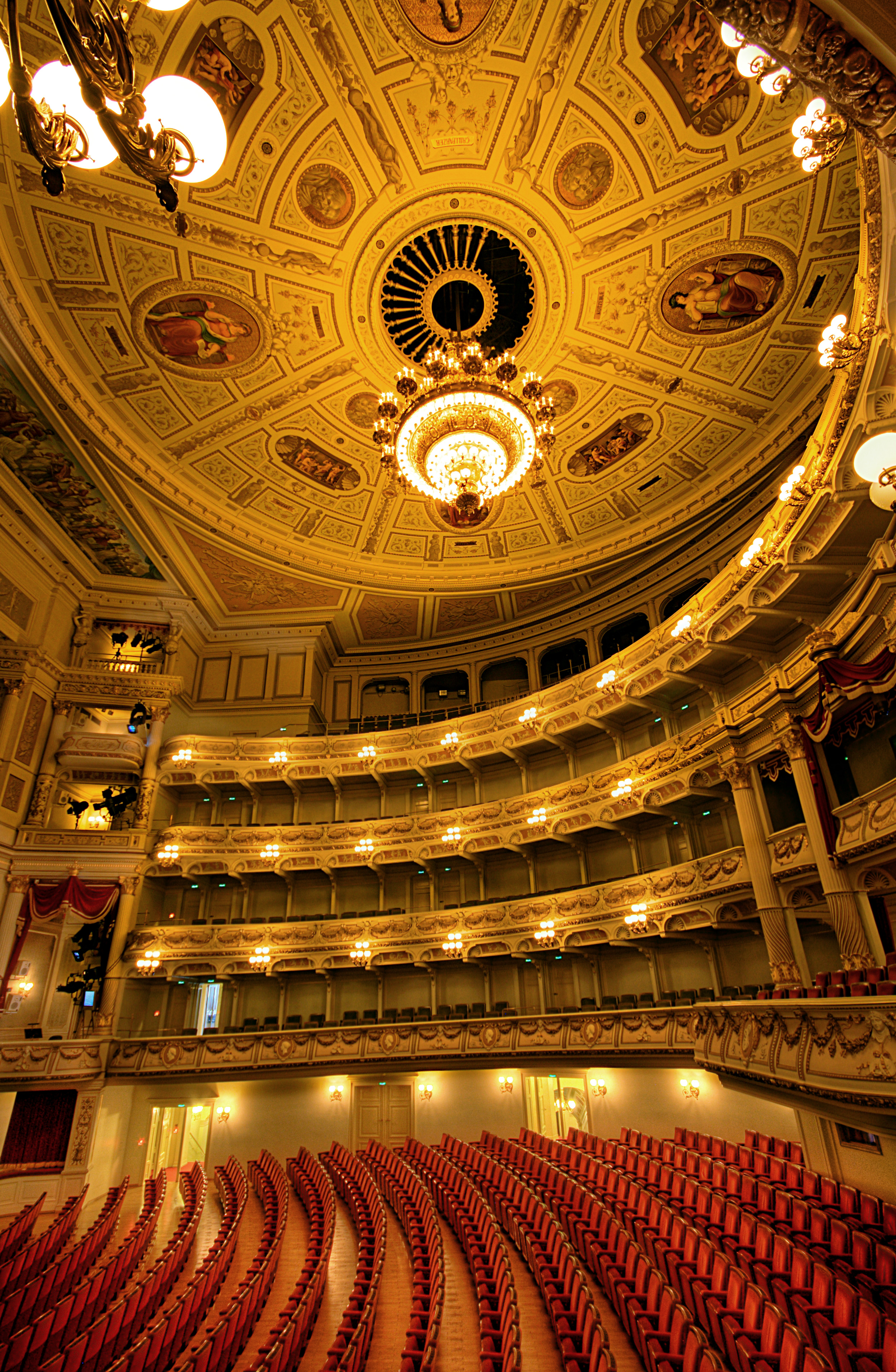
Ansicht des Opernsaales mit Deckenverzierung

Panoramaansicht des Opernsaals

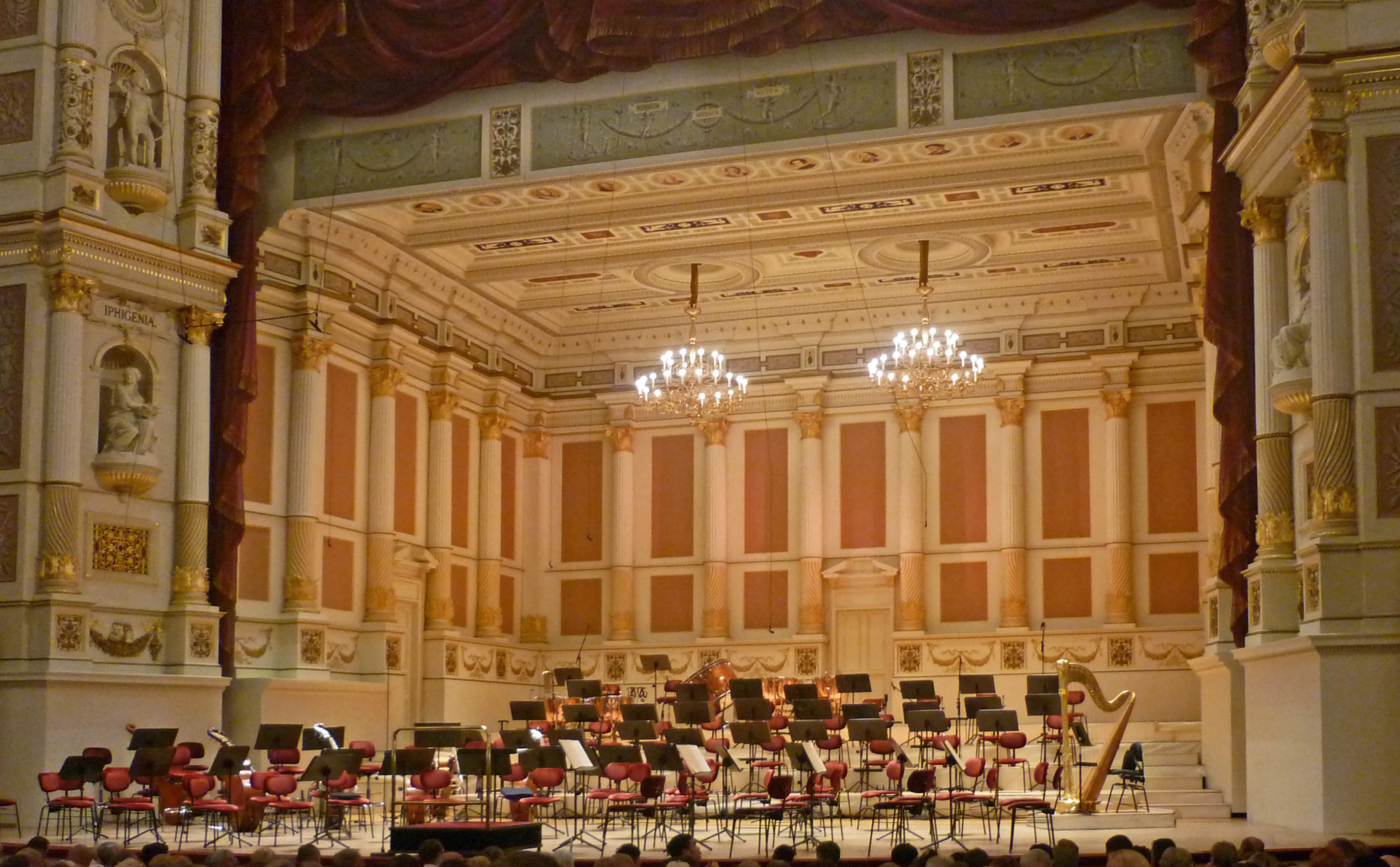
Bühnenprospekt für Konzerte

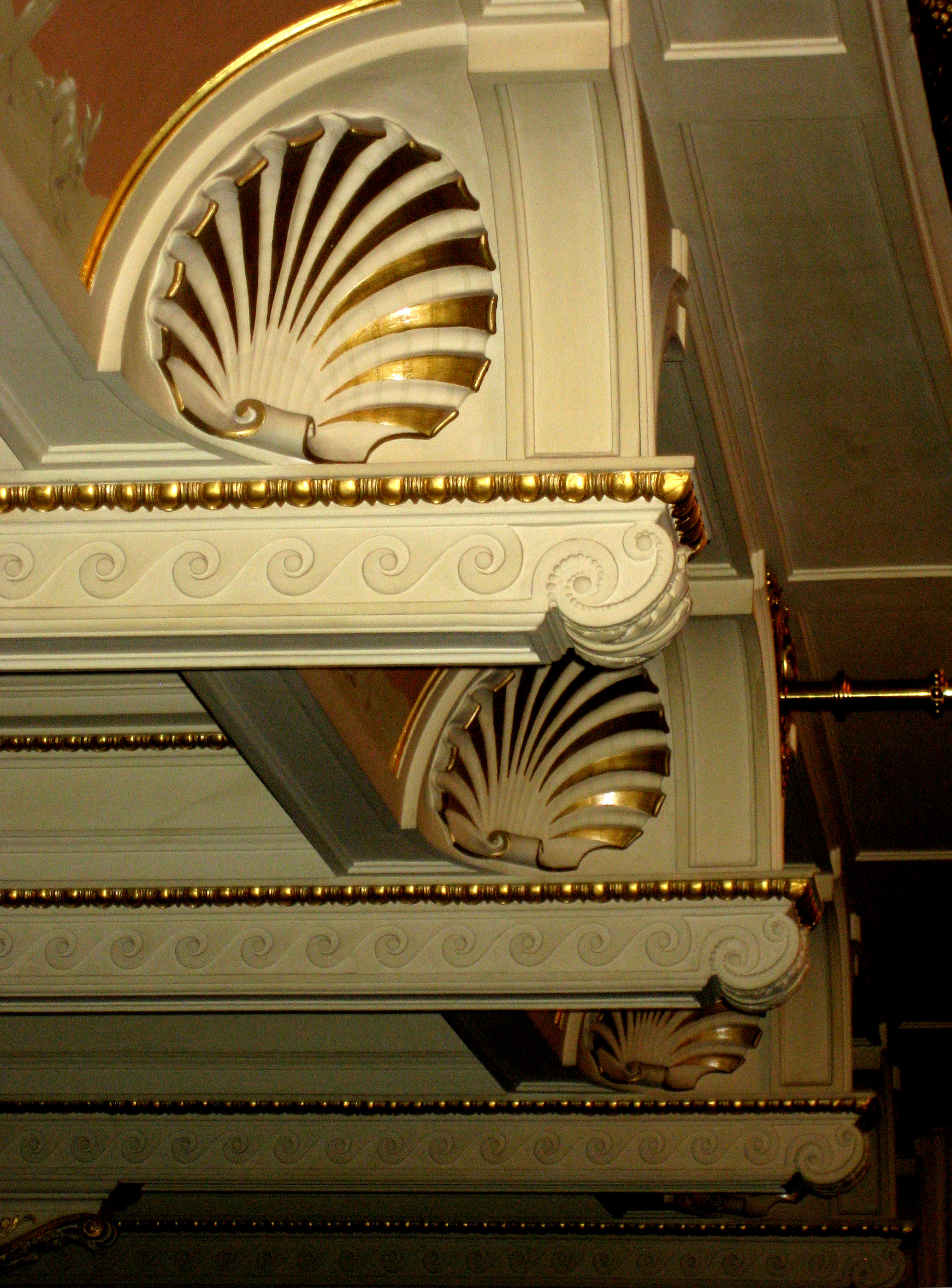
Die Muschelornamente dienen der Verteilung des Schalls

Siehe auch: Liste der Skulpturen an der Semperoper
Der Ruf, den Gottfried Semper als guter Architekt schon zu seinen Lebzeiten genossen hatte, gründete sich auf seiner meisterhaften Behandlung der Form. Seine eindrucksvollen architektonischen Kompositionen waren nicht nur von künstlerischem Wert, sondern auch zweckmäßig und zugleich funktionell richtig. Darauf wiederum beruhte die Wertschätzung, die Semper selbst dann noch gezollt wurde, als das Verwenden historischer Formen als überflüssig und daher kritikwürdig angesehen wurde.
Sein städtebaulich so wirkungsvoller Baukörper wird über dem Hauptportal von einer bronzenen Panther-Quadriga mit Dionysos und Ariadne von Johannes Schilling bekrönt. Die Westfassade der Hinterbühne zieren das sächsische Wappen, die Figuren „Liebe“ und „Gerechtigkeit“ sowie eine Büste Gottfried Sempers. Neben dem Eingang stehen als Statuen Johann Wolfgang von Goethe und Friedrich Schiller, in den Seitennischen der Fassade William Shakespeare, Sophokles, Molière und Euripides.
Das Innere hat einen logischen räumlichen Aufbau, der in Grundform und Anordnung der Räume geradezu als Prototyp für Theaterbauten gelten kann. Er gewährleistet eine sichere, übersichtliche und auch eindrucksvolle Führung der Besucher zum Zuschauerraum und ist ebenso gut als architektonischer Rahmen für die gesellige Begegnung in den Theaterpausen geeignet. Vor allem aber bietet die Gestaltung des Zuschauerraumes dem Theaterspiel und der Oper beste akustische Bedingungen.
Diesen zweckmäßigen Raumorganismus hatte Semper in Formen verwirklicht, die der antiken Tradition verpflichtet sind und in erster Linie Vorbildern aus der italienischen Renaissance folgen. Sie überspielen die Oberfläche der baulichen Struktur und sind im Inneren des Gebäudes vorwiegend aus Stuck gebildet, der auf die raumfassenden Mauern und Decken aufgetragen ist. Der historisierende Überzug hatte die geistigen Ansprüche zu erfüllen, die das Publikum zu Sempers Zeiten an sein Theater stellte: Ein reiches, dekoratives und festliches Kleid historischer Formen hatte die Idealität humanistischer Gedankenwelt zu verdeutlichen und zugleich dem kulturellen Geschehen einen repräsentativen, aus der Alltäglichkeit herausgehobenen, Rahmen zu geben. Dieses „Bekleiden“ der strukturellen Bauteile mit dekorativen Formen hatte Semper bereits 1863 in seiner Bekleidungstheorie beschrieben.

### Schmuckvorhang
Eines der eindrucksvollsten Elemente der Innengestaltung der Semperoper ist der 17 mal 12 Meter große und 400 Kilogramm schwere Schmuckvorhang von Ferdinand Keller, der für den Wiederaufbau des Hauses von den Malern Gerhard Keil und Walter Teichert im Palais im Großen Garten neu geschaffen wurde. Der Vorhang besteht aus von Hand vernähtem belgischem Leinen, welches mit nach alten Techniken gemischten Farben bemalt wurde.
Der gemalte Schmuckvorhang zeigt eine große figürliche Komposition, von reich dekorierten Friesen gerahmt. Der obere und untere Fries enthält Putten mit Frucht- und Blumengirlanden, oben mit sechs Bildmedaillons von Dichtern, unten von sieben Komponisten. Das obere mittlere Medaillon trägt die verschlungenen Initialen des sächsischen Königspaars AC – Albert und Carola. Als Dichter sind abgebildet: Sophokles, Shakespeare, Molière, Lessing, Schiller und Goethe; als Komponisten: Gluck, Mozart, Beethoven, Weber, Rossini, Meyerbeer und Wagner.
Die Figurenkomposition in der Mitte ist gerahmt von einem üppigen Früchtekranz, in den Theatermasken verwoben sind. Auf einem steinernen Stufenthron sitzt eine geflügelte Frauengestalt – die Allegorie der Phantasie – und hebt mit ihrer rechten Hand eine brennende Fackel empor. Ihr zur Seite sitzt links eine zu ihr hinblickende Frauengestalt mit Buch und Federkiel, die allegorische Gestalt der ernsten Dichtkunst. Rechts der Phantasie haben zwei Frauengestalten mit Lyra und Geige ihren Platz, die die Instrumentalmusik darstellen. Diese Mittelgruppe ist von einem Vorhang hinterfangen, den zwei fliegende Engelputten emporheben. Im Vordergrund lagern sich zwei Frauenfiguren. Zu der linken leitet ein Putto über, der im Begriff ist, der Frau eine Narrenkappe aufzusetzen. Sie hält in der rechten Hand einen Harlekinstab; es handelt sich um die Dichtkunst der Komödie. Auf sie ist auch die Vase mit dionysischen Motiven in der linken unteren Bildecke bezogen. Auch die Herme eines Fauns ist auf diesen Themenkreisen abgestimmt, während die ernste stehende Gestalt im Hintergrund, der ein Putto ein geöffnetes Buch vorhält, die Geschichte versinnbildlicht. In der rechten unteren Bildecke sitzt eine singende Frau, auch ihr hält ein Putto ein geöffnetes Buch vor. Das Attribut der Figur der Gesangskunst ist der Schwan. Im Hintergrund sind zwei tanzende Gestalten dargestellt. Die Fackel der inspirierenden Phantasie leuchtet also der Tragödie, Komödie und Geschichte auf der einen Seite, der Musik, dem Gesang und Tanz auf der anderen Seite. Ein loser Bezug auf die Musen Melpomene, Thalia, Klio, Erato, Polyhymnia und Terpsichore ist also gegeben, wiewohl deren klassische Attribute teilweise durch solche des modernen Theaters ersetzt sind.
Nach fast 30 Jahren wurde der Vorhang 2013 gereinigt und restauriert. Die Kosten betrugen rund 40.000 Euro.

### Proszeniumsfries
Das Bühnenportal der Semperoper wird von einem Fries geziert, der Charaktere aus Schauspiel und Oper zeigt, die auf die in der Friesmitte dargestellte Allegorie der Justitia Poetica (Poetische Gerechtigkeit) orientiert sind (v. l. n. r.): Papageno, der Bürgermeister, Colombine (Ballett), Pierrot, Basilio, der Barbier, Samiel, Max, Agathe, Tannhäuser, Fenella, Masaniello, der Wasserträger, Florestan, Don Juan, Steinerner Gast, Donna Anna, Iphigenia, Euterpe, Komos, Justitia Poetica, Eumenide, Antigone, Ödipus, Melpomene, Othello, Desdemona, Mephistopheles, Gretchen, Faust, Nathan, Wallenstein, Donna Diana, Puck, der Geizige, Caliban, der Kapuziner (Wallensteins Lager), der Page sowie Falstaff.

### Bühnenprospekt für Konzerte
Seit Oktober 2015 besitzt die Semperoper für Konzerte einen neuen Bühnenprospekt, ein sogenanntes „Konzertzimmer“. Als Vorbild diente ein Entwurf von Gottfried Semper für das Königliche Hoftheater Dresden. Nach seiner Idee sollte der Zuschauerraum eine analoge Fortsetzung auf der Bühne finden. Die Akustik wurde mit verschiedenen Bauformen getestet, danach wurde ein Modell angefertigt. Fertigung und Aufbau erfolgte durch die italienischen Firmen Suono Vivo Padua und Arianese Mailand. Der Prospekt ist durch Medaillons mit den Köpfen von Musikern und Mäzenen geschmückt. Im Einzelnen sind dies Kurfürst Moritz, Heinrich Schütz, August II., Johann Adolph Hasse, August III., Johann Gottlieb Naumann, Carl Maria von Weber, Gottfried Semper, Richard Wagner, Ernst von Schuch und Richard Strauss. An der Vorderfront stehen die Namen: Ernst von Schuch – Nikolaus Graf von Seebach – Fritz Busch.

## Semper Zwei

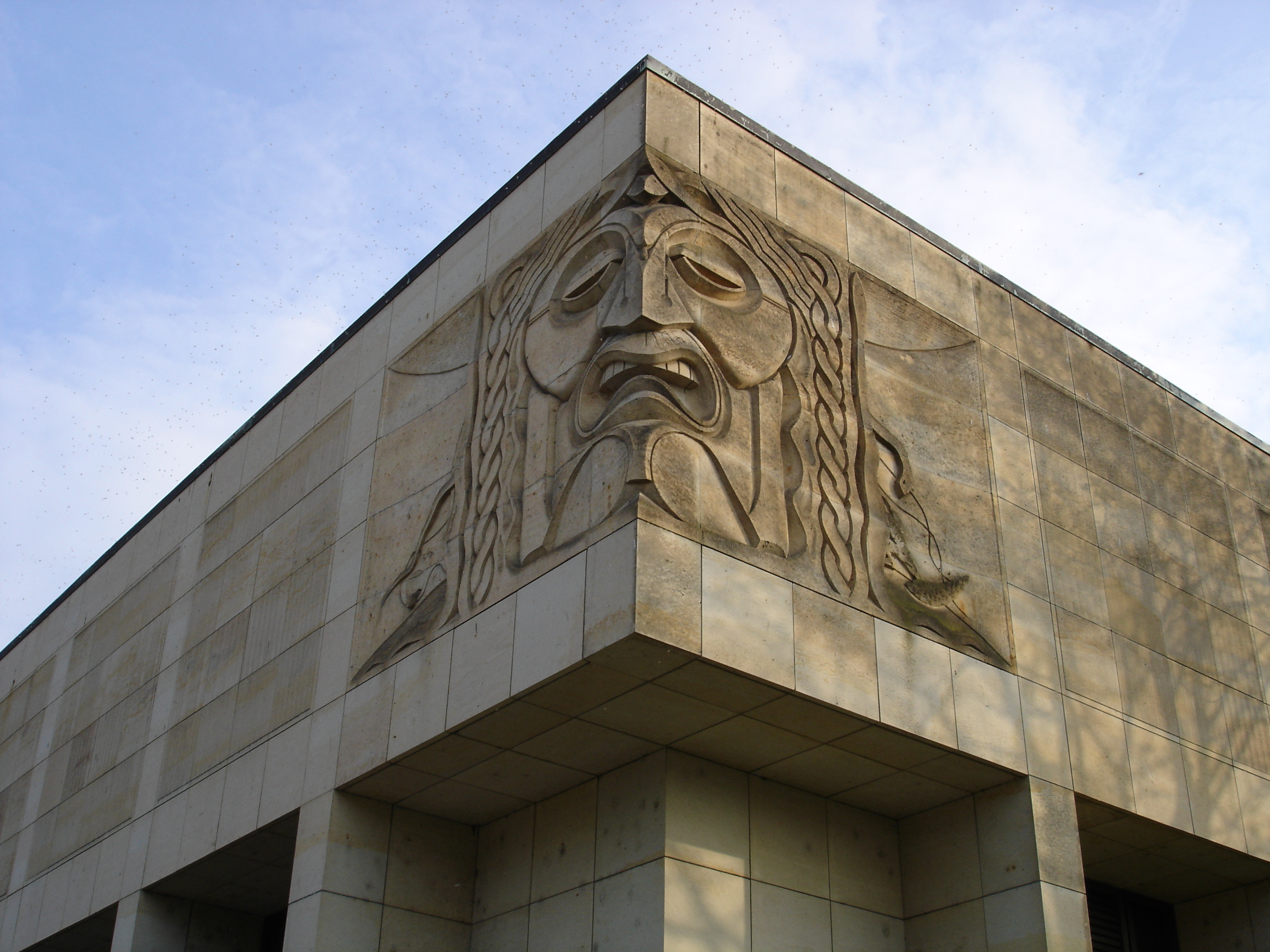
Sandsteinmasken von Peter Makolies am Funktionsgebäude

Als zweite Spielstätte betreibt die Sächsische Staatsoper Dresden Semper Zwei im ehemaligen Kantinentrakt, einem Erweiterungsbau im 1980er-Stil. Er wurde 2014 bis 2016 zu einer weiteren Spielstätte mit 200 Zuschauerplätzen umgebaut. Semper Zwei dient als Bühne der Jungen Szene, für eher experimentelle Musik- und Tanztheaterformate.

## Leitung

### Intendanz
Generalintendant des Sächsischen Hoftheaters Dresden
- Wolf Adolf August von Lüttichau, 1824–1862
- Nikolaus Graf von Seebach, 1894–1919

Generalintendant der Sächsischen Staatstheater Dresden
- Alfred Reucker, 1921–1933
- Paul Adolph, 1933–1935

Generalintendant der Staatstheater Dresden
- Horst Seeger, 1979–1983

Intendant der Staatsoper Dresden
- Gerd Schönfelder, 1984–1990

Intendant der Sächsischen Staatsoper Dresden
- Christoph Albrecht, 1991–2003
- Gerd Uecker, 2003–2010
- Ulrike Hessler, 2010–2012
- Serge Dorny, ursprünglich ab 1. September 2014 (war seit 1. Oktober 2013 in Dresden unter Vertrag zur Vorbereitung seiner Intendanz);[26] am 21. Februar 2014 wurde die vertragliche Verbindung mit sofortiger Wirkung beendet[27]
- Peter Theiler, 2018–2024
- Nora Schmid, seit 2024

### Operndirektion

Opern- und Generalmusikdirektor Fritz Busch

- Ernst von Schuch, 1882–1914 (ab 1889 als GMD)
- Karl Scheidemantel, 1920–1921
- Fritz Busch, 1922–1933
- Joseph Keilberth, 1945–1950
- Horst Seeger, 1973–1979
- Rolf Wollrad, 1989–2003
- Hans-Joachim Frey, 2004–2007
- Eytan Pessen, 2010–2013

### Künstlerische Betriebsdirektion
- Hans-Joachim Frey 1997–2003
- Benedikt Holtbernd 2004–2010
- Björn Peters seit 2013.

### Chefdirigenten

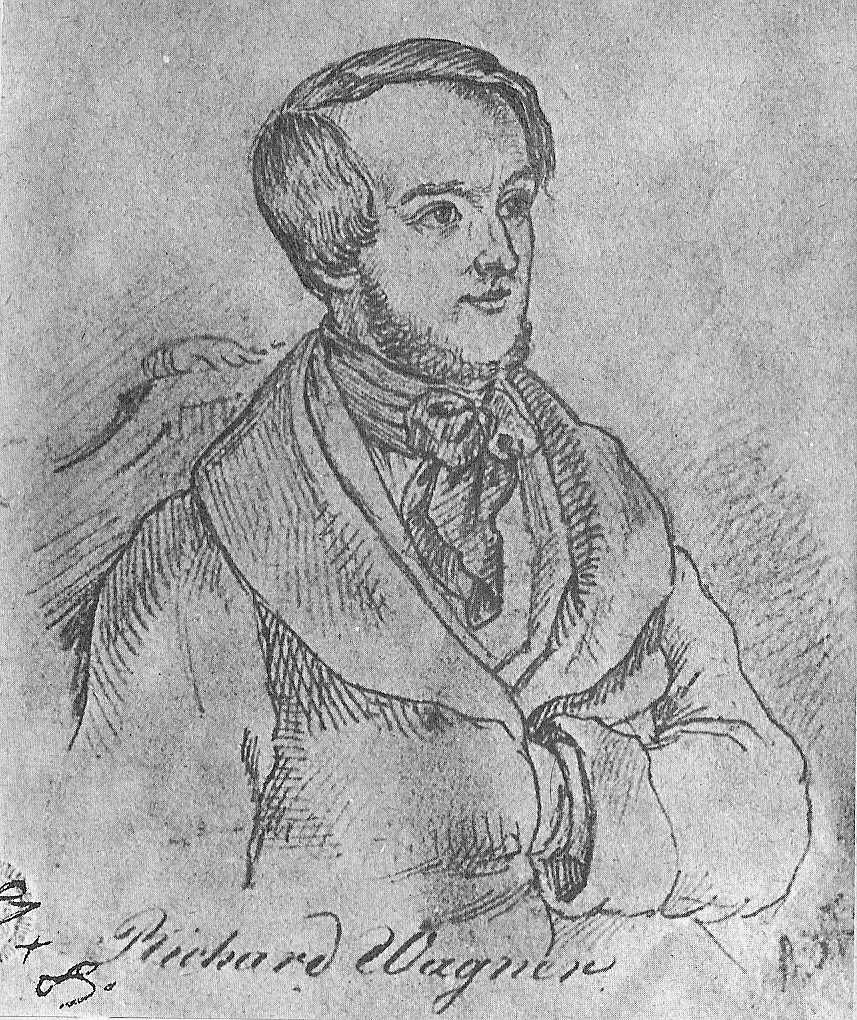
Kapellmeister Richard Wagner

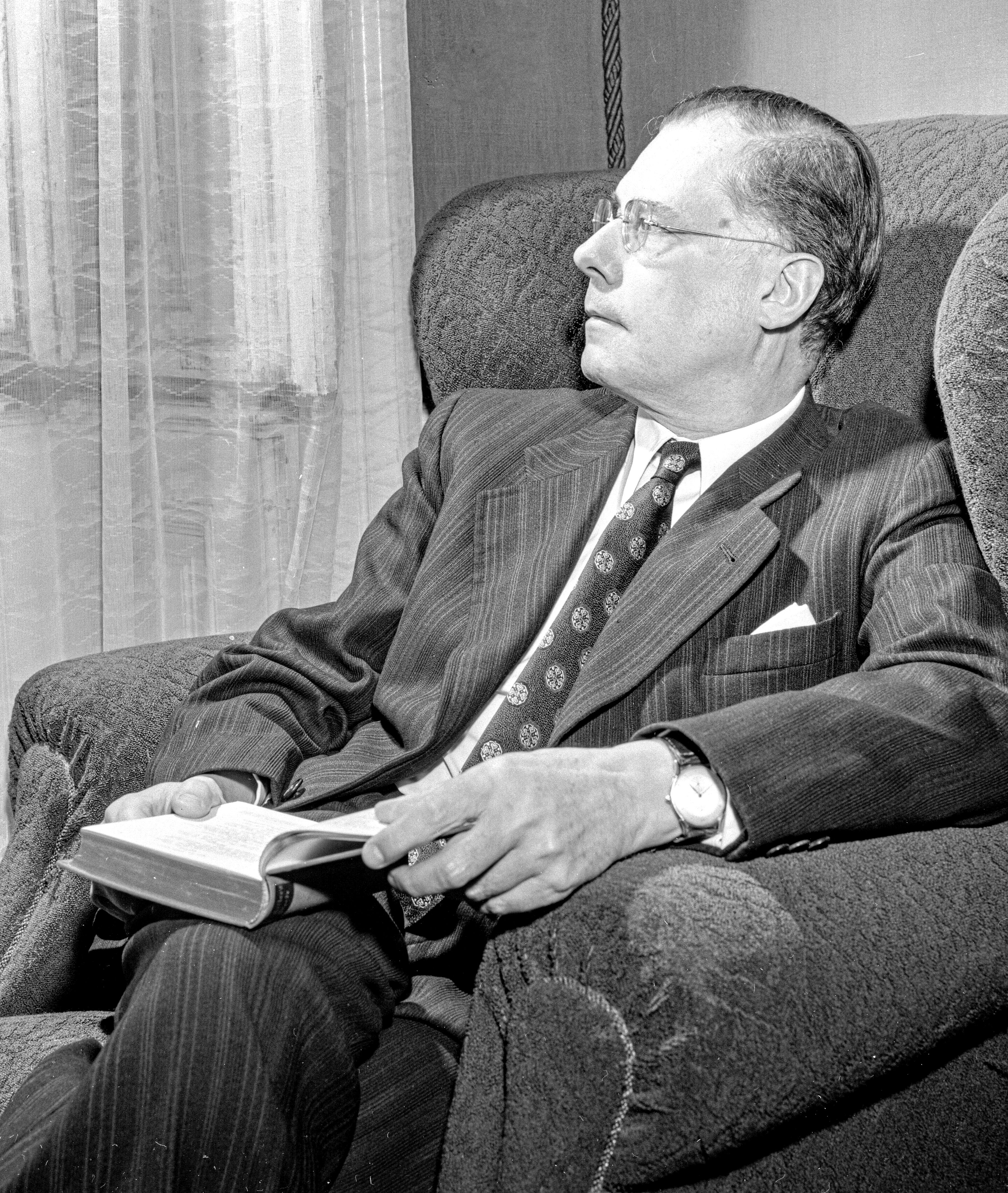
Generalmusikdirektor Karl Böhm

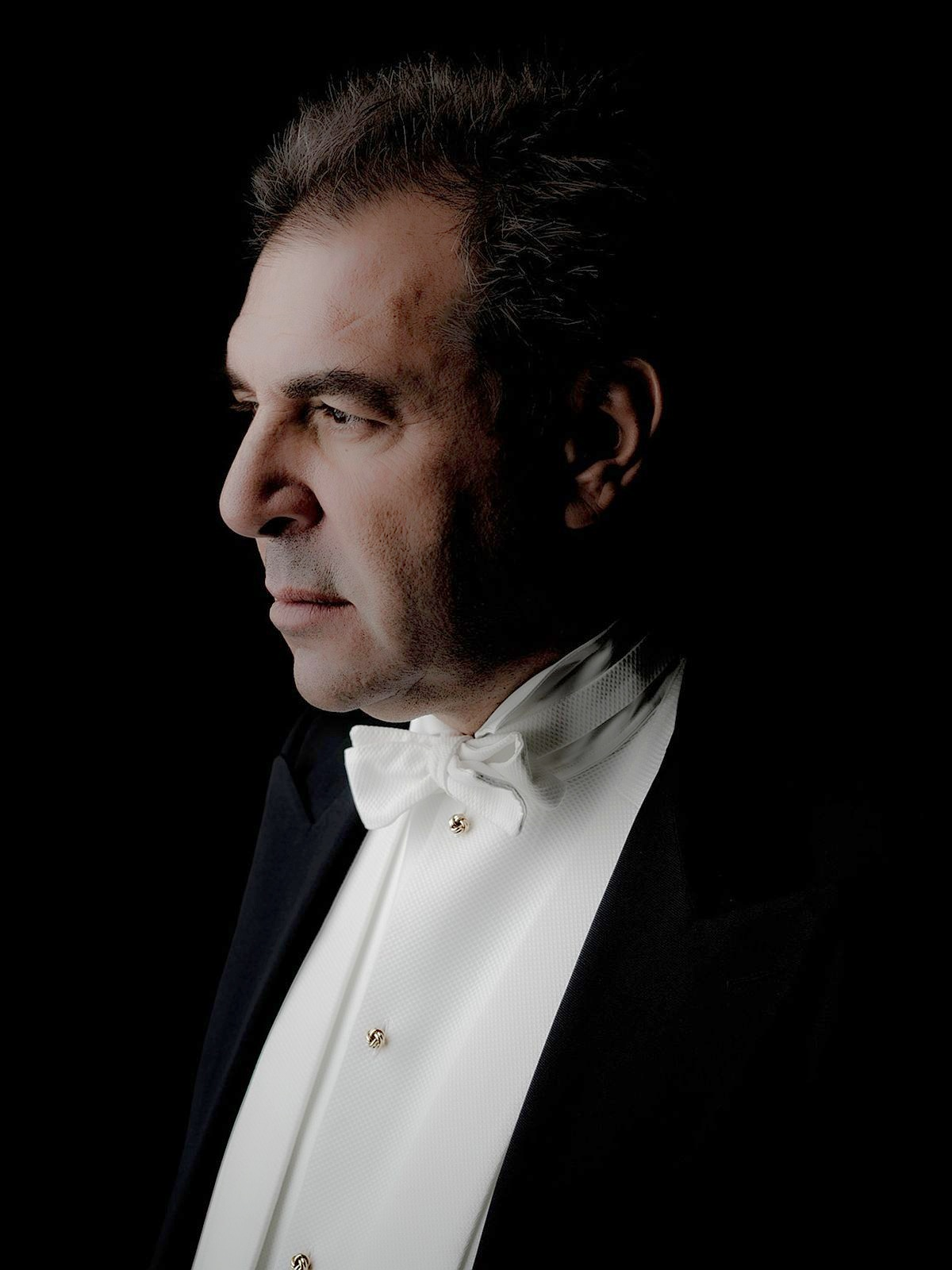
Daniele Gatti (2017), Chefdirigent seit 2024

Am jeweiligen Dresdner Opernhaus wirkten bedeutende Dirigenten, zum Beispiel
- Carl Gottlieb Reißiger (1826–1859)
- Richard Wagner (1842–1849)
- Franz Wüllner (1877–1884)
- Ernst von Schuch (1884–1914)
- Fritz Reiner (1914–1921)
- Fritz Busch (1922–1933)
- Karl Böhm (1934–1942)
- Karl Elmendorff (1943–1944)
- Joseph Keilberth (1945–1951)
- Rudolf Kempe (1949–1952)
- Franz Konwitschny (1953–1955)
- Otmar Suitner (1960–1964)
- Kurt Sanderling (1964–1967)
- Herbert Blomstedt (1975–1985)
- Hans Vonk (1985–1990)
- Giuseppe Sinopoli (1992–2001)
- Semjon Bytschkow (1998–2003)
- Bernard Haitink (2002–2004)
- Fabio Luisi (2004–2012)
- Christian Thielemann (2012–2024)
- Daniele Gatti (seit 2024)

## Uraufführungen
In Sempers erstem Hoftheater:
- Richard Wagner: Rienzi, der letzte der Tribunen, 20. Oktober 1842
- Heinrich Marschner / Heribert Rau: Kaiser Adolph von Nassau, 5. Januar 1845
- Richard Wagner: Der fliegende Holländer, 2. Januar 1843
- Richard Wagner: Tannhäuser und der Sängerkrieg auf Wartburg, 19. Oktober 1845
- Carl Gottlieb Reißiger / Hans-Georg Kriete: Schiffbruch der Medusa, 16. August 1846
- Anton Rubinstein / Julius Rodenberg: Feramors, 24. Februar 1863

Im Interimstheater „Bretterbude“:
- Edmund Kretschmer / Salomon Hermann Mosenthal: Die Folkunger, 21. März 1874

In Sempers zweitem Hoftheater:
- Wilhelm Kienzl / Alfred Gödel: Urvasi, 20. Februar 1886
- Felix Draeseke: Herrat, 10. März 1892
- Eugen d’Albert: Ghismonda, 28. November 1895
- August Bungert: Homerische Welt (Die Odyssee), Tetralogie, 1898–1903
- Ignacy Paderewski / Alfred Dossig: Manru, 29. Mai 1901
- Richard Strauss / Ernst von Wolzogen: Feuersnot, 22. November 1901
- Leo Blech / Richard Batka: Das war ich, 6. Oktober 1902
- Leo Blech / Richard Batka: Alpenkönig und Menschenfeind, 1. Oktober 1903
- Richard Strauss (nach Oscar Wilde / Hedwig Lachmann): Salome, 9. Dezember 1905
- Max von Schillings / Emil Gerhäuser: Moloch, 8. Dezember 1906
- Richard Strauss / Hugo von Hofmannsthal: Elektra, 25. Januar 1909
- Richard Strauss / Hugo von Hofmannsthal: Der Rosenkavalier, 26. Januar 1911
- Ernst von Dohnányi / Victor Heindl: Tante Simona, 22. Januar 1913
- Ermanno Wolf-Ferrari / Enrico Golisciani: Der Liebhaber als Arzt, 4. Dezember 1913
- Eugen d’Albert / Hanns Heinz Ewers: Die toten Augen, 5. März 1916
- Jan Brandts-Buys / Bruno Warden / Ignaz Michael Welleminsky: Die Schneider von Schönau, 1. April 1916
- Hans Pfitzner / Ilse von Stach: Das Christ-Elflein (2. Fassung), 11. Dezember 1917
- Hugo Kaun / Franz Rauch: Der Fremde, 23. Februar 1920
- Richard Strauss: Intermezzo, 4. November 1924
- Ferruccio Busoni: Doktor Faust, 21. Mai 1925
- Robert Wiene (Regisseur): Verfilmung von Der Rosenkavalier, 10. Januar 1926
- Kurt Weill / Georg Kaiser: Der Protagonist, 27. März 1926
- Paul Hindemith / Ferdinand Lion: Cardillac, 9. November 1926
- Othmar Schoeck (nach Heinrich von Kleist): Penthesilea, 8. Januar 1927
- Richard Strauss / Hugo von Hofmannsthal: Die ägyptische Helena, 6. Juni 1928
- Othmar Schoeck / Philipp Otto Runge: Vom Fischer un syner Fru, 3. Oktober 1930
- Eugen d’Albert / Karl Michael von Levetzow: Mister Wu, 29. September 1932
- Richard Strauss / Hugo von Hofmannsthal: Arabella, 1. Juli 1933
- Rudolf Wagner-Régeny / Caspar Neher: Der Günstling, 20. Februar 1935
- Richard Strauss / Stefan Zweig: Die schweigsame Frau, 24. Juni 1935
- Othmar Schoeck / Armin Rüeger: Massimilla Doni, 2. März 1937
- Richard Mohaupt / Kurt Naue: Die Wirtin von Pinsk, 10. Februar 1938
- Richard Strauss / Joseph Gregor: Daphne, 15. Oktober 1938
- Heinrich Sutermeister: Romeo und Julia, 13. April 1940
- Heinrich Sutermeister: Die Zauberinsel, 31. Oktober 1942
- Gottfried von Einem / Luigi Malipiero: Prinzessin Turandot, 5. Februar 1944
- Joseph Haas / Ludwig Strecker der Jüngere: Die Hochzeit des Jobs, 2. Juli 1944

Im „Großen“ oder „Kleinen Haus des Staatstheaters“ (Schauspielhaus Dresden)
- Tichon Chrennikow: Im Sturm, 7. Juni 1956
- Robert Hanell: Dorian Gray, 9. Juni 1962
- Karl-Rudi Griesbach: Der Schwarze, der Weiße und die Frau, 8. Dez. 1963
- Karl Friedrich: Tartuffe, 3. Februar 1964
- Rainer Kunad / Rainer Kunad: Maitre Patelin, 1. Mai 1969
- Udo Zimmermann / Johannes Bobrowski: Levins Mühle, 27. Mai 1974
- Udo Zimmermann: Der Schuhu und die fliegende Prinzessin, 30. Dez. 1976
- Rainer Kunad / Alfred Matusche: Vincent, 22. Februar 1979

In der wiederaufgebauten (dritten) Semperoper:
- Siegfried Matthus: Die Weise von Liebe und Tod des Cornets Christoph Rilke, 16. Februar 1985
- Eckehard Mayer / Ingo Zimmermann: Der goldene Topf, 1989
- Matthias Pintscher / Claus H. Henneberg: Thomas Chatterton, 25. Mai 1998
- Peter Ruzicka / Peter Mussbach: Celan, 25. März 2001
- Manfred Trojahn: La grande magia, 10. Mai 2008

## Sänger
siehe Liste der Sänger an der Semperoper Dresden.

## Richard-Strauss-Tradition
Die enge Verbindung zwischen dem Komponisten Richard Strauss und Dresden geht auf Ernst von Schuch zurück. Von 1872 bis zu seinem Tod am 10. Mai 1914 als Generalmusikdirektor an der Semperoper tätig, führte Schuch mit Feuersnot, Salome, Elektra und Der Rosenkavalier vier Strauss-Opern in Folge in Dresden auf. Seine Nachfolger Fritz Busch und Karl Böhm setzten diese Tradition fort. Schon in den ersten Dekaden des 20. Jahrhunderts kamen mehrere Neu-Inszenierungen heraus. Bis heute zählen die Opern, aber auch die Orchesterwerke von Richard Strauss zu den Repertoire-Schwerpunkten der Semperoper: „Er hat dieses Haus so reich beschenkt, dass wir ihm dies einfach schuldig sind“, wie Christian Thielemann als amtierender Chefdirigent der Staatskapelle Dresden anlässlich der Richard-Strauss-Tage 2014 sagte.
Zwischen 1901 und 1938 wurden neun der fünfzehn Opern von Richard Strauss in Dresden uraufgeführt:
- Feuersnot (21. November 1901)
- Salome (9. Dezember 1905)
- Elektra (25. Januar 1909)
- Der Rosenkavalier (26. Januar 1911)
- Intermezzo (4. November 1924)
- Die ägyptische Helena (6. Juni 1928)
- Arabella (1. Juli 1933)
- Die schweigsame Frau (24. Juni 1935)
- Daphne (15. Oktober 1938)